# Дихтиевский, Валентин Витальевич
Валентин Витальевич Дихтиевский (бел. Валянцін Вітальевіч Дыхціеўскі; род. 25 сентября 2003, Минск) — белорусский футболист, защитник клуба «Минск».

## Карьера
Воспитанник футбольной академии клуба «Минск». Первым тренером футболиста был Владимир Кириенко. В 2020 году стал выступать за дублирующий состав столичного клуба, а в 2021 году принимал участие в юношеской лиге УЕФА. В начале 2023 года футболист стал готовиться к новому сезону с основной командой клуба. Дебютировал за клуб 8 июля 2023 года в матче против «Ислочи», выйдя на замену на 82 минуте. На протяжении сезона футболист был в клубе игроком замены, результативными действиями не отличившись. По итогу дебютного сезона футболист вместе с клубом завершил чемпионат на итоговом девятом месте.
Первый матч в чемпионате футболист сыграл 16 марта 2024 года против борисовского БАТЭ, выйдя на поле в стартовом составе.
В сезоне 2024 года 19 из 23 игр в чемпионате провел в стартовом составе.